# Meet the Vamps
Meet the Vamps – debiutancki album brytyjskiego zespołu The Vamps. Album ujrzał światło dzienne 15 kwietnia 2014 i już 2 maja uzyskał  status srebrnego. 4 lipca 2014 roku album pokrył się złotem.
Album dotarł do drugiego miejsca listy Top 40 UK Album Chart. 

## Lista utworów
1. "Wild Heart" (Connor Ball, Tristan Evans, James McVey, Brad Simpson, Ibrahim "Ayb" Asmar, Amund Björklund, Ben Harrison, Espen Lind, Jamie Scott)
2. "Last Night" (Tom Barnes, Wayne Hector, Pete Kelleher, Ben Kohn, Ayak Thiik)
3. "Somebody to You" (Carl Falk, Savan Kotecha, Kristian Lundin)
4. "Can We Dance" (Timz Aluo, Björklund, Philip Lawrence, Lind, Bruno Mars, Karl Michael)
5. "Girls on TV" (Ball, Evans, McVey, Simpson, Seye Adelekan, Matt Prime, Tim Woodcock)
6. "Risk It All" (Ball, Evans, McVey, Simpson, Hector, Prime)
7. "Oh Cecilia (Breaking My Heart)" (Paul Simon, Ball, Evans, McVey, Simpson, Bjorklund, K'naan, Lind, Chris Michaud)
8. "Another World" (Ball, Evans, McVey, Simpson, Paul Barry, Mark Bates, Patrick Mascall)
9. "Move My Way" (Ball, Evans, McVey, Simpson)
10. "Shout About It" (Ball, Evans, McVey, Simpson, Prime)
11. "High Hopes" (Ball, Evans, McVey, Simpson, Tom Fletcher, Danny Jones, Dougie Poynter)
12. "She Was the One" (Ball, Evans, McVey, Simpson)
13. "Dangerous" (Ball, Evans, McVey, Simpson, Jay Reynolds)
14. "Lovestruck" (Ball, Evans, McVey, Simpson, C.J. Baran, Lindy Robbins)
15. "Smile" (Ball, Evans, McVey, Simpson)

## iTunes Store deluxe edition
1. "On the Floor" (Björklund, Lind, Ball, Evans, McVey, Simpson, James Bourne)
2. "Golden" (Ball, Evans, McVey, Simpson, Alex Smith)
3. "Fall"  (Ball, Evans, McVey, Simpson, David Sneddon, James Bauer-Mein)